# 灯

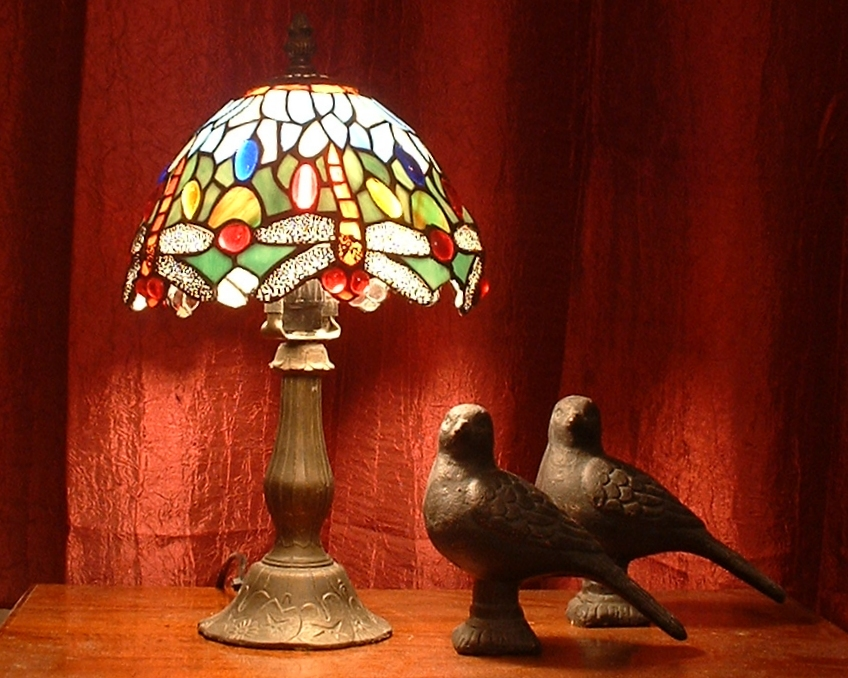
台燈

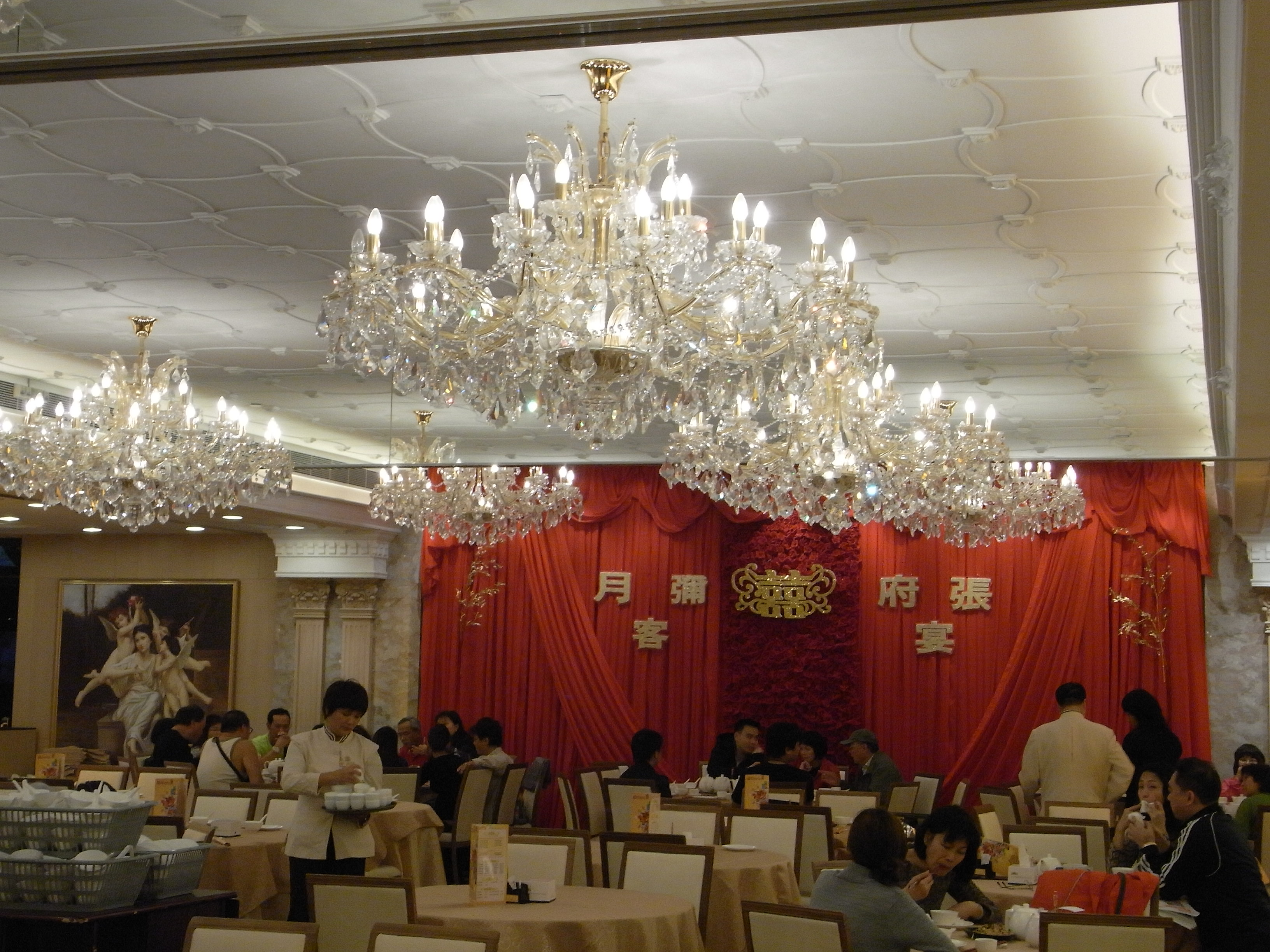
水晶吊燈

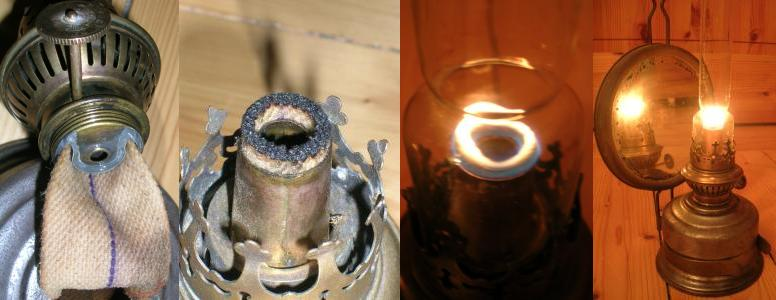
火水燈

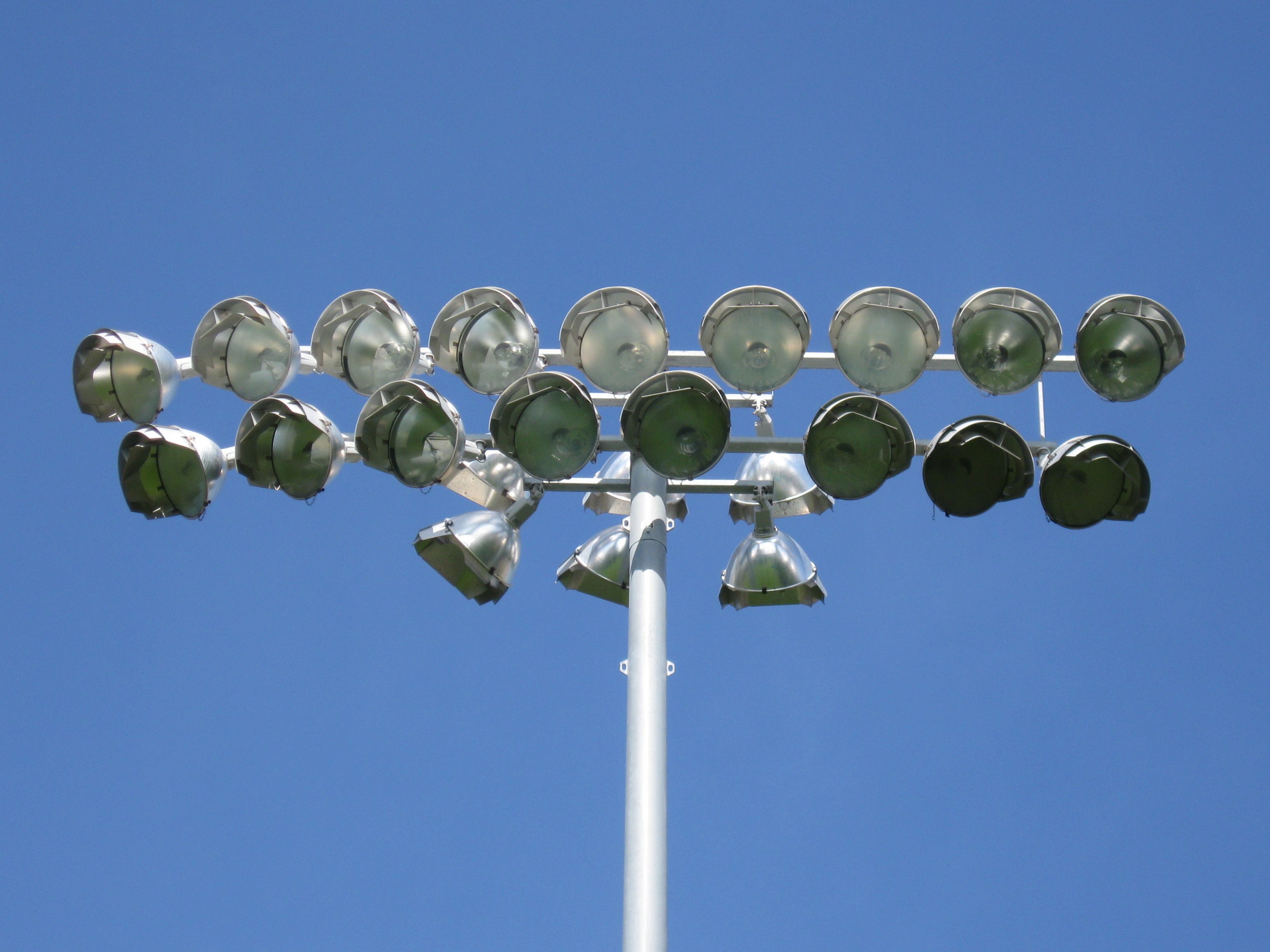
戶外運動場射燈

燈，是一种给人类的活动进行照明的发出亮光的物体，是光源之一。燈主要用作照明，其他作用還有裝飾、娛樂等。

## 历史与发展

### 起源

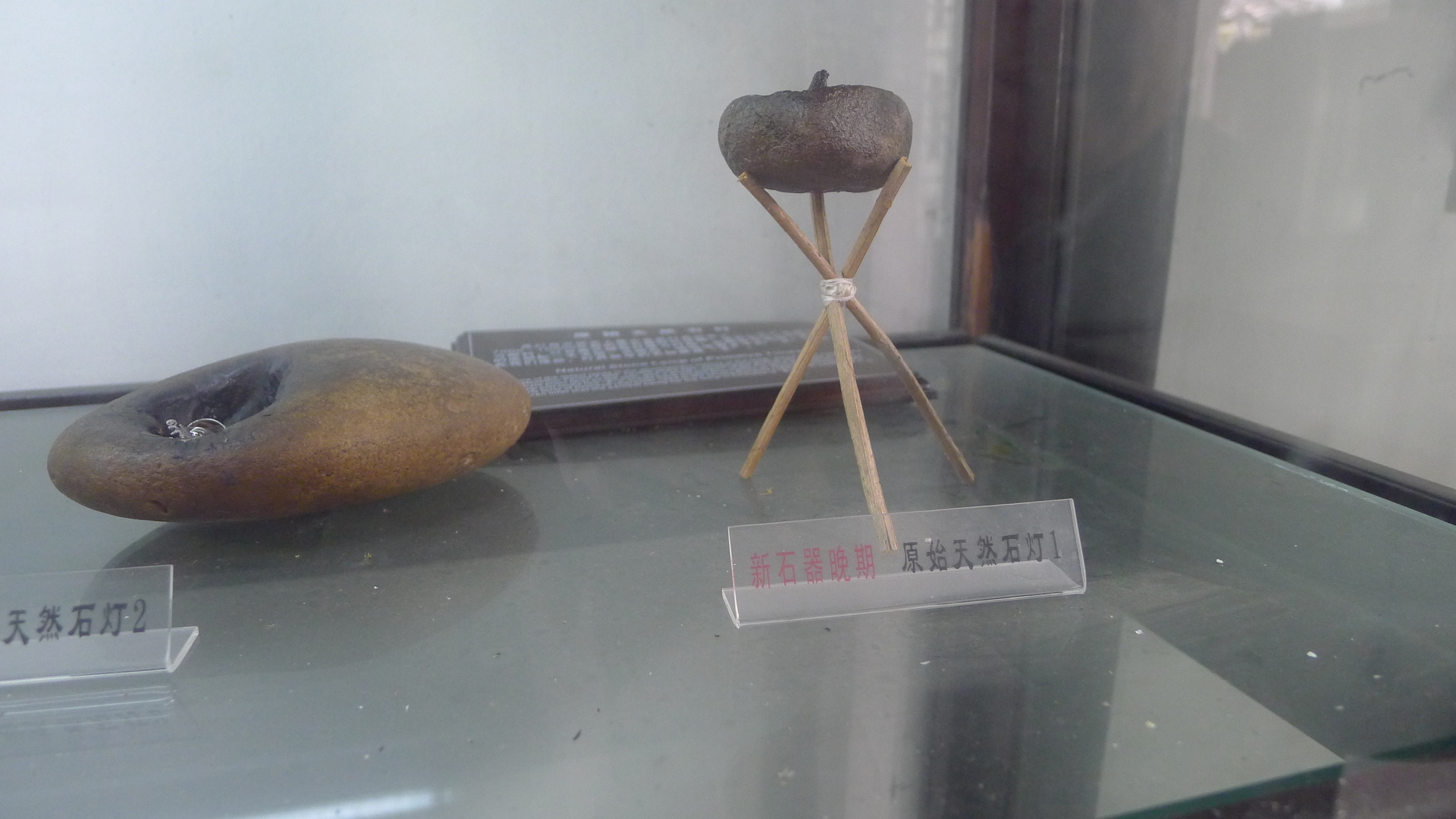
新石器时代的石灯

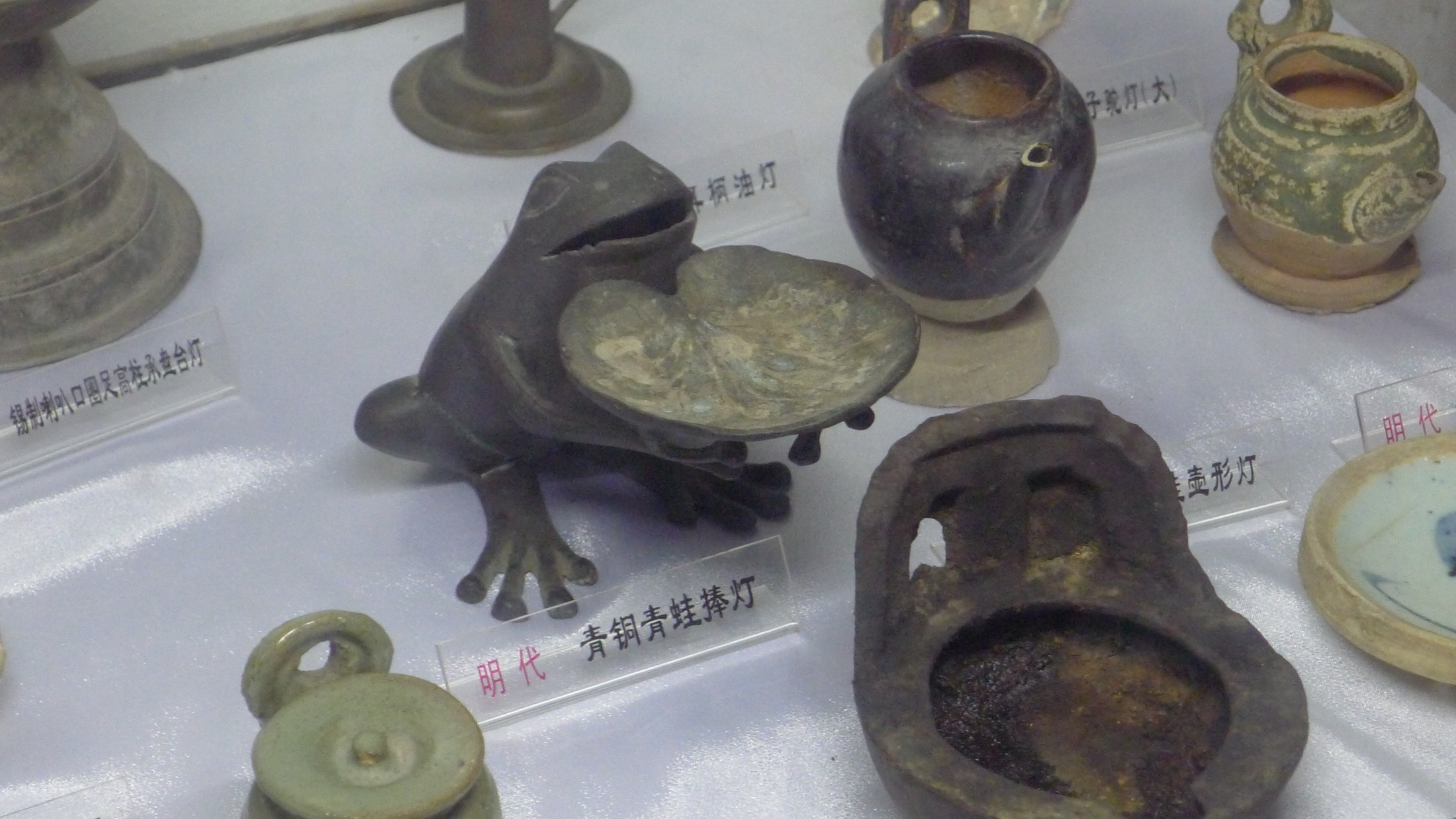
明代铜灯

在人類起源之初，並沒有古代人各式各樣的發明，古人自能靠着天然光生活。後來人類經過長時間的演化，在途中發現了電火，慢慢學習了火的特性，後來更利用火製作火把作為黑暗中的照明工具。
火把或火堆等人工火源為人類提供了不少好處：它們延長了人類生活的時間、在晚間使人類能預見野獸或外敵、令人類能夠進入未知的環境如山洞等等

### 中國歷史上的記載
在古书中，灯具的出现始见与战国。这时灯具的结构已比较完善，且造型也很优美，可见在战国之前，灯的发明和演变已经经历了相当长的时期，只是工艺说明已经失传。昆山千灯镇的千灯草堂收藏有数盏新石器时代的石灯。

#### 傳說
在中国历史传说，灯的起源和龙的灭绝有关，甚至有传说是说帝舜时代人们为了从龙的身上获取点灯用的油而大量地捕杀龙，龙才灭绝了。
《海内北经》中记载：“舜妻登比氏生宵明、烛光，处何大泽，二女之灵能照此所方百里。一曰登北氏。” 这揭示了中国古代灯的起源。
《大荒北经》中记载：“西北海之外，赤水之北，有章尾山。有神，人面而赤，直目正乘，其瞑乃晦，其视乃明，不食不寝不息，风雨是谒。是烛九阴，是谓烛龙。”

### 发展

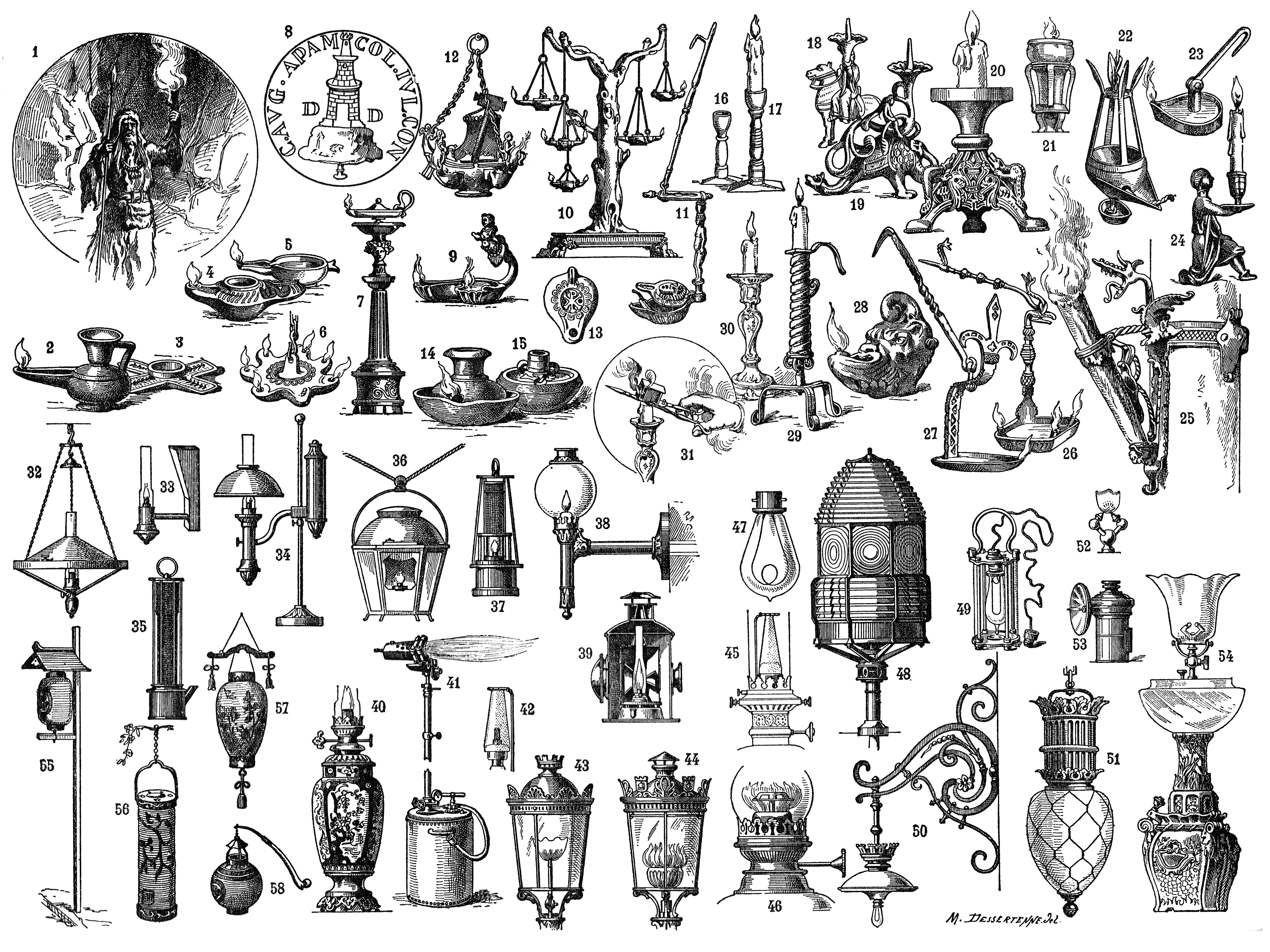
灯的演進

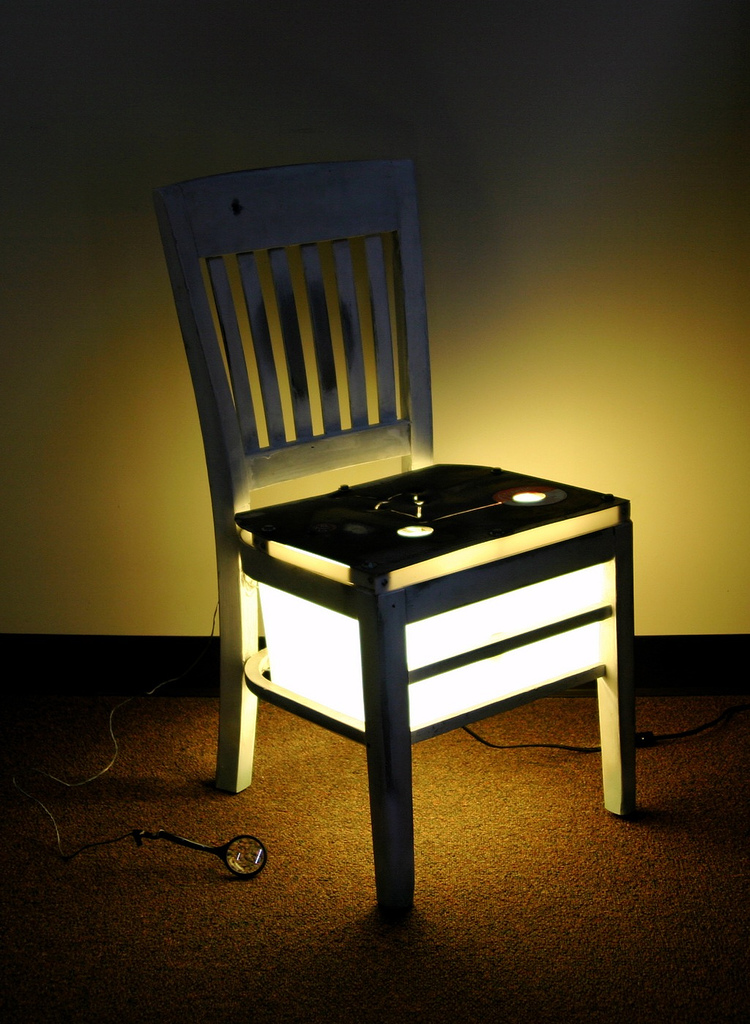
電燈和椅子融合設計的設計師作品

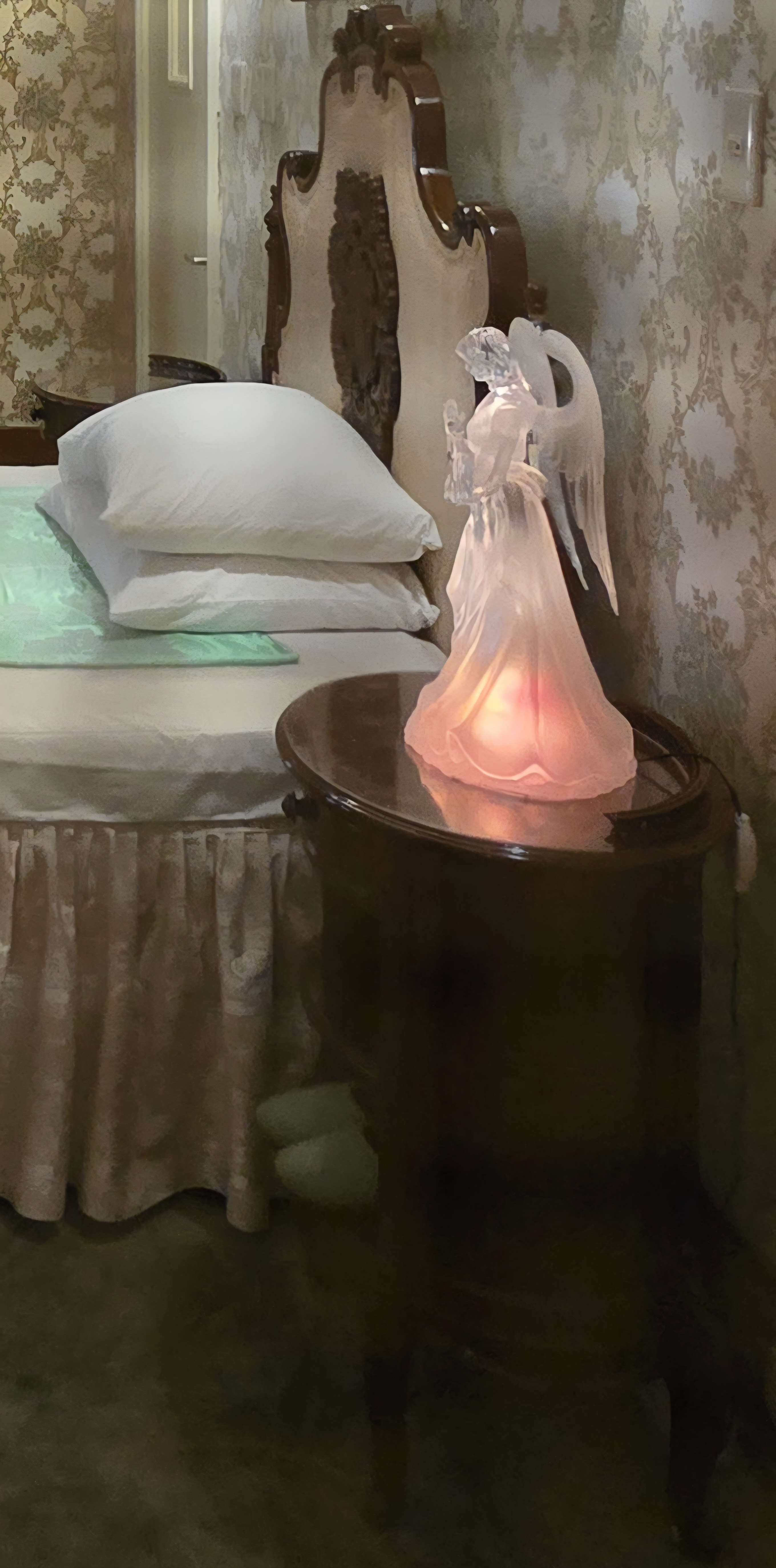
天使造型的夜燈

燈的發展經歷了白炙燈，熒光燈等，現在更新的技術為固體發光技術SSL，其中有我們常见的LED灯。LED作为白炽灯和萤光灯的替代品，被称为固态照明（SSL）──多个白光LED组合成一簇构成一个光源。近年LED的效率提升得很快：目前大功率白光平均光输出为60~80流明每瓦(lm/W)。LED的长寿命让固态照明非常有吸引力。机械上SSL也比白炽灯和萤光灯更坚固。目前固态照明还未能实现家用，因为LED的效率仍然比新型的萤光灯(T5管)略低，而且昂贵很多(尽管成本正在下降)。闪光LED目前已经被广泛应用了。
白炽灯泡非常便宜，但效率低，家用钨丝灯为16lm/W，卤素灯大约为22lm/W。萤光灯效率很高，可达50到100lm/W（平均60lm/W），但是灯管易碎，旧式的萤光灯需要起辉器和镇流器，因而有时会产生听觉噪音，光度也有闪烁问题。新式节能灯（适用于标准灯座）里面集成了电子镇流器，比较坚固和高效，在各國淘汰鎢絲燈的行動中替代了白熾燈。現代白光LED燈又逐漸取代省電燈泡，成為主流光源。
随着技术的发展，SSL的成本会不断降低。现在LED主要用于信号指示，而在LED这一领域具有明显的优势。在世界各地，采用发光二极管发光的交通信号灯、汽车指示灯及道路状况告示等已慢慢的变得普遍。由于具有极好的单色性，在一些需要某种颜色的场合，发光二极管也比其他白色的光源更有优势。最近刚推出的一种“碧绿”色(蓝绿色，波长约500nm)，符合交通指示灯和导航灯的规范要求。
有些应用场合要求光源不能带蓝色成份，比如暗室的安全照明，存放一些感光化学材料的实验室的指示灯，以及一些必须保持暗夜适应性（夜景模式）的场合，诸如飞机尾部和桥梁的显示和观察。黄光发光二极管是满足这种需求的最佳选择，因为人眼对黄光比其他颜色光敏感得多。

## 常见的灯

### 古時候的燈
- 燈台、燭臺
- 燈籠

### 发光原理
- 白炽灯
- 熒光燈
- 發光二極管
- 高壓氣體放電燈
- 煤油灯
- 霓虹灯

### 用途
- 灯笼
- 手电筒
- 交通信号灯
- 灭蚊灯
- 格柵燈—主要用於辦公場所的一種照明燈具。由反射器、底盤、電力部分和燈管組成。
- 檯燈
- 攝影燈—當拍照或拍攝影片時光線不足或是想營造一些獨特的拍攝風格所會用到的器材，有助突出主角面部或是事物輪廓。
- 花燈—主要用於各國的慶典、展覽、燈節。

## 有关灯的文化
- 中国有传统节日灯节，又称元宵节，在这个节日时，人们在晚间上街看灯笼展示。
- 人類擁有利用電力以前，燈與燭都是用燈油、燭蠟維持火的燃燒來照明，故燈燭常並稱；又將燈燭常用於宗教上的供奉。

## 参看
- 電燈泡
- 千灯馆